# Ualabi de cua ungulada de brides
El ualabi de cua ungulada de brides (Onychogalea fraenata) és una espècie amenaçada de ualabi que actualment es troba en tres zones aïllades de Queensland (Austràlia). Aquest petit ualabi deu el seu nom a les seves dues característiques distintives: una línia blanca de "brides" que s'estén per darrere del coll al voltant de les espatlles i l'esperó corni del final de la cua. Les estimacions xifren la població actual total de l'espècie en aproximadament 500 individus.